# All Around Me
"All Around Me" és el sisè senzill de l'àlbum de debut i epònim de Savage Garden.
Va ser concebut com a premi per als guanyadors d'un concurs organitzat per la "Australian Austereo Radio Network", que es tractava de contestar preguntes relacionades amb Savage Garden durant els mesos de febrer a l'abril de 1998. Cada guanyador/a rebia un CD de tres cançons: "All Around Me" més de dues gravacions acústiques inèdites, fetes per Lee Novak a Los Angeles el 1997. Posteriorment també el van regalar als aficionats en un concert a Brisbane però mai estigué disponible comercialment. Existeixen unes 3.000 còpies aproximadament i degut al seu caràcter promocional no era elegible per les llistes de senzills ni tampoc realitzaren cap videoclip.
La portada del senzill no conté el títol hi en el seu lloc es pot llegir "The Future of Earthly Delites", el mateix nom donat a un concert promocionat durant aquesta època. Posteriorment també fou utilitzat en un àlbum de remescles publicat per la banda.

## Llista de cançons
1. "All Around Me" – 4:16
2. "I Want You" (directe acústic, Los Angeles 1997) – 2:46
3. "To the Moon and Back" (directe acústic, Los Angeles 1997) – 3:26